# Ubiszki
Ubiszki (lit. Ubiškė) – miasteczko na Litwie, położone w okręgu telszańskim i w rejonie telszańskim. Liczy 215 mieszkańców (2001). W miejscowości znajduje się kościół pw. Aniołów Stróżów (1851).